# Strangalia hovorei
Strangalia hovorei là một loài bọ cánh cứng trong họ Cerambycidae.